# 伊茲邁洛沃公園
伊兹邁洛沃公园（羅馬化：Izmaylovskiy park）是俄罗斯莫斯科市内最大的公园之一，位於该市东北部的伊兹迈洛沃区。公园由伊兹邁洛沃森林和伊兹邁洛沃休闲公园兩部分組成。公园的北边沿着为公园服务的莫斯科地铁伊兹迈洛沃站的有轨电车鐵軌，而南边則是恩图齐亚斯托夫高速公路。公园东边以主巷为界，西边以Electrodny proezd以及伊兹邁洛沃动物园第1和第2街为界。